# Тарасівка (Синельниківський район)
Тара́сівка — село в Україні, у Синельниківському районі Дніпропетровської області. Входить до складу Новопавлівської сільської громади. Населення становить 211 осіб.

## Географія
Село Тарасівка розташована за 1,5 км від правого берега річки Кам'янка, на відстані 3,5 км від сіл Богданівка, Солоне та Чаус. По селу протікає пересихаючий струмок з загатою.

## Історія
Під час організованого радянською владою Голодомору 1932—1933 років померло щонайменше 26 жителів села.
До 2016 року орган місцевого самоврядування — Богданівська сільська рада.
12 червня 2020 року, відповідно до розпорядження Кабінету Міністрів України № 709-р від «Про визначення адміністративних центрів та затвердження територій територіальних громад Дніпропетровської області», увійшло до складу Новопавлівської сільської громади.
19 липня 2020 року, в результаті адміністративно-територіальної реформи і ліквідації Межівського району, село увійшло до складу новоутвореного Синельниківського району.

## Відомі люди
- Лях Роман Данилович (1929—2002) — український історик, доктор історичних наук, професор, заслужений працівник освіти України. Член Донецького відділення НТШ.